# Clancy Wiggum
Politiechef Clancy Wiggum (stem van Hank Azaria) is een personage uit de animatieserie The Simpsons.

## Algemeen
Wiggum is de politiechef van het district Springfield. Hij is een stereotiepe agent: hij is niet bijster slim, incompetent, negeert veel, is lui en is dol op donuts en "Chintzy Pop". Zijn stem is gebaseerd op die van Edward G. Robinson.
Wiggum heeft bijna geen aandacht voor individuele rechten of publieke veiligheid. Hij is vaak ongeïnformeerd en misbruikt zijn machtspositie. Meestal bedoelt hij het goed, maar pakt alles anders uit dan hij zou willen. Hij is net als de andere agenten en overheid in Springfield corrupt, en heeft al meerder malen steekpenningen aangenomen, of er in elk geval naar gevraagd. Hij heeft o.a. van Troy McClure en Homer Simpson steekpenningen gekregen om "even de anderen kant op te kijken".
Wiggum heeft een moeilijke relatie met Burgemeester Quimby daar beide de macht over de stad willen. Wiggum schijnt gênante foto’s van de Burgemeester te hebben, wat verklaart waarom hij nog steeds zijn baan heeft.
Wiggum wordt vaak vergezeld door zijn slimmere "topagenten" Eddie en Lou. Hij is totaal onwetend over Springfield’s wetten, en gebruikt vaak citaten die volgens hem uit het politiehandboek komen, maar waarvan iedereen aan kan voelen dat het onmogelijk in het handboek kan staan.

## Biografie
Clancy Wiggum is vermoedelijk geboren in Baltimore, Maryland aangezien hij volgens eigen zeggen daar een keer linten heeft verkocht samen met zijn vader Iggy. Iggy was een oorlogsveteraan die omkwam bij een parade ongeluk in 1979, samen met Arnie Gumble, Sheldon Skinner, Etch Westgrin, en Griff McDonald. Zij waren allemaal leden van Abraham Simpsons Flying Hellfish team.
Clancy is wel opgegroeid in Springfield en zat in dezelfde klas als Homer Simpson, Lenny Leonard, Carl Carlson, Barney Gumble, en mogelijk Marge Simpson. Al op jonge leeftijd speelde hij politieagent met Homer en andere kinderen van zijn leeftijd. Wiggum had duidelijk de ambitie om een succesvolle agent te worden. Op zijn 16e was hij toezichthouder in de gangen van zijn middelbare school.
Wiggum was aanwezig op een van de onderzoekslaboratoria van de Springfield State University in de jaren 60. Hier was hij getuige van hoe Mona Simpson en haar hippievrienden het lab vernielden. Wiggum’s eerste pogingen bij de politie te komen waren onsuccesvol vanwege zijn astma. Tijdens de aanval op het lab ademde hij een paar dampen in die hem van zijn astma genazen. Hierdoor kon hij eindelijk zijn droom verwezenlijken.
Wiggum ging naar de politieschool op zijn 24e, en werd een volleerd agent op zijn 32e. Hij wist zich een weg omhoog te werken naar de rang van chef, ondanks zijn vele tekortkomingen.

## Familie
Wiggum is getrouwd met Sarah, die hij ontmoette toen hij haar arresteerde voor drugsbezit. Deze drugs had hij zelf neergelegd zodat hij haar kon ontmoetten. Samen hebben ze een zoon, Ralph Wiggum.
Wiggum had ook een neef genaamd Mark en een niet bij naam genoemde broer.

## Kwaliteiten
Wiggum heeft een aantal goede kwaliteiten. Ondanks zijn vele affaires lijkt hij een goed huwelijk te hebben, en een zeer goede relatie met zijn zoon. In "Homer vs. The Eighteenth Amendment" werd duidelijk dat hij zijn inkomen net zoveel voor zijn gezin gebruikt als voor zichzelf.
Wiggum lijkt ook niet bevooroordeeld te zijn, en kan met veel mensen goed opschieten. Hij hielp Homer om Marge te vinden in "Marge on the Lam", en Lisa om Mr. Burns aanvaller te vinden in "Who Shot Mr. Burns?". Daarnaast dook hij vaak op cruciale momenten op als Sideshow Bob probeerde Bart Simpson te doden.
In de aflevering "Mother Simpson" bleek Wiggum het onderzoek naar de voortvluchtige Mona Simpson te leiden, maar werd ook onthuld dat hij haar altijd liet ontsnappen daar haar aanval op Mr. Burns lab hem van zijn astma had genezen.
Een slechte eigenschap van Wiggum is dat hij zijn politiepistool vrijwel nooit op een veilige manier gebruikt, en er ook totaal niet mee overweg kan. Hij maakt ook vaak misbruik van zijn macht als agent.

## Mogelijke toekomst
In de aflevering "The Simpsons Spin-Off Showcase" werd een mogelijke toekomst getoond voor Wiggum. In deze toekomst liep zijn huwelijk toch op de klippen door een onbekende reden, waarna hij Ralph alleen moest opvoeden door een privédetective te worden in New Orleans, samen met Seymour Skinner. In de aflevering "Future-drama" is hij een RoboCopachtige agent inclusief ingebouwde grill.
Homer Simpson · Marge Simpson · Bart Simpson · Lisa Simpson · Maggie Simpson · Abraham Simpson · Patty en Selma Bouvier · Jacqueline Bouvier · Mona Simpson · Santa's Little Helper · Snowball II · Familie Bouvier
Jasper Beardley · Comic Book Guy · Eddie en Lou · Maude Flanders · Ned Flanders · Professor Frink · Barney Gumble · Julius Hibbert · Lionel Hutz · Eerwaarde Lovejoy · Kapitein Horatio McCallister · Hans Moleman · Bleeding Gums Murphy · Apu Nahasapeemapetilon · Mayor Joe Quimby · Dr. Nick Riviera · Agnes Skinner · Cletus Spuckler · Squeaky Voiced Teen · Disco Stu · Moe Szyslak · Kirk Van Houten · Luann Van Houten · Chief Clancy Wiggum
Gary Chalmers · Rod en Todd Flanders · Jimbo Jones · Kearney · Edna Krabappel · Otto Mann · Nelson Muntz · Martin Prince · Seymour Skinner · Milhouse Van Houten · Ralph Wiggum · Groundskeeper Willie · andere studenten
Montgomery Burns · Carl Carlson · Lenny Leonard · Waylon Smithers
Itchy en Scratchy · Kent Brockman · Krusty de Clown · Troy McClure · Rainier Wolfcastle · Radioactive Man
Snake · Kang & Kodos · Sideshow Bob · Fat Tony
Treehouse of Horror
Bart vs. the World · Bart Simpson's Escape from Camp Deadly · The Simpsons Arcadespel · Bart vs. the Space Mutants · Bart's House of Weirdness ·Bart vs. The Juggernauts · Krusty's Fun House · Bartman Meets Radioactive Man · Bart's Nightmare · The Itchy and Scratchy Game · Virtual Bart · Bart and the Beanstalk · Itchy & Scratchy in Miniature Golf Madness · Cartoon Studio · Virtual Springfield · Night of the Living Treehouse of Horror · Bowling · Wrestling · Road Rage · Skateboarding · Hit & Run · The Simpsons Game · The Simpsons: Tapped Out
The Simpsons · The Simpsons Pinball Party
Strips: Simpsons Comics · Bart Simpson serie · Itchy & Scratchy Comics · Bart Simpson's Treehouse of Horror · Futurama/Simpsons Infinitely Secret Crossover Crisis
Tijdschrift: Simpsons Illustrated
Boeken: Bart Simpson's Guide to Life · Family Album · Library of Wisdom · Complete Guides · Planet Simpson · The Simpsons and Philosophy
Actiefiguurtjes: World of Springfield
The Simpsons Movie
Bankgrap ·
Canyonero · 
D'oh! · 
Duff Beer · 
Schoolbordgrap · 